# Wieża kościoła ewangelickiego w Zawidowie
Wieża kościoła ewangelickiego – pozostałość kościoła znajdującego się w Zawidowie, w województwie dolnośląskim.

## Historia
Pierwotnie wieża była częścią świątyni zbudowanej w 1380 roku i przez trzy wieki rozbudowywanej. W XVI wieku do kościoła została dostawiona wieża i umieszczono w niej trzy okazałe dzwony. Budowla posiadała 1200 miejsc siedzących. Została rozebrana w latach 70. XX wieku.
W 2001 roku wieża została odrestaurowana.